# Искендеров, Мамед Салман оглы
Мамед Салман оглы Искендеров (азерб. Məmməd Salman oğlu İskəndərov; 30 декабря 1908, Уруд, Кавказское наместничество — 20 мая 1965, Баку) — советский хозяйственный, государственный и политический деятель. Депутат Верховного Совета СССР 2-го созыва.

## Биография
Родился в 1908 году в селении Уруд. Член ВКП(б).
С 1928 года — на хозяйственной, общественной и политической работе.
В 1928—1965 годы — директор школы. Инструктор Закавказского краевого комитета ВКП(б). В ЦК КП(б) Азербайджана.
редактор газеты «Красный восход». 1-й секретарь Вединского районного комитета КП(б) Армении. Секретарь Ереванского городского комитета КП(б) Армении.
Заведующий промышленным отделом ЦК КП(б) Армении. Секретарь ЦК КП(б) Армении по промышленности и транспорту. Заведующий Отделом ЦК КП(б) Армении. Заместитель секретаря ЦК КП(б) Армении.
Заведующий отделом пропаганды и агитации ЦК КП Азербайджана.
Директор Института истории партии при ЦК КП Азербайджана — филиала Института марксизма-ленинизма при ЦК КПСС.
Избирался депутатом Верховного Совета СССР 2-го созыва.
Умер в 1965 году в Баку.